# Hugo Droguett
Hugo Droguett, född 2 september 1982 i Santiago, är en chilensk fotbollsspelare som spelar för O'Higgins.
Innan han skrev på för den mexikanska klubben spelade han för Universidad de Chile hemma i Santiago.

## Landslaget
Droguett gjorde sin landslagsdebut 15 november 2006 då  Chile mötte Paraguay i en vänskapsmatch på Estadio Sausalito i Viña del Mar. (Chile vann matchen med 3-2).
I september 2007 blev han uttagen av förbundskaptenen Marcelo Bielsa att spela 2 vänskapsmatcher mot Schweiz och Österrike. Det var i matchen mot Österrike som Droguett gjorde sitt första landslagsmål (Chile vann matchen med 2-0).